# Marrawah
Marrawah è una piccola città del nord della costa ovest della Tasmania, Australia. È collocata a 491 km a nord-ovest di Hobart e 292 km a nord-ovest di Launceston. Sul suo territorio si trova uno dei più importanti e famosi siti aborigeni della Tasmania.